# IC 408
IC 408 је спирална галаксија у сазвјежђу Зец која се налази на листи објеката дубоког неба у Индекс каталогу.
Деклинација објекта је - 25° 3' 52" а ректасцензија 5h 19m 44,7s. Привидна величина (магнитуда) објекта IC 408 износи 12,8 а фотографска магнитуда 13,8. IC 408 је још познат и под ознакама IC 2121, ESO 486-53, AM 0517-250, PGC 17110.